# Мадг'яміка
Мадг'яміка, мадг'ямака — перша філософська школа буддизму Махаяни. Виникла в Індії у 2 ст. н. е. Її створення приписують Нагарджуні. У 6 ст. М. розділилася на два напрями — прасангіку і сватантрику. У 8 ст. зі сватантрики вийшли школи саутрантика-сватантрика та йогачара-сватантрика.
У Китаї мадг'яміка відома під назвою Саньлунь-цзун, або «Школа трьох трактатів». Її заснував кашмірець Кумараджива (334-413) на початку 5 ст. Наприкінці VI ст. вчення школи систематизував Цзіцзан. До 7-8ст. ця філософська школа відіграє значну роль у становленні китайського буддизму.
У Тибеті у 8 ст. цей напрям популяризували мадг'яміки Шантаракшита та Камалашила. Мадг'яміка — провідна філософська школа тибетського буддизму, в межах якої створено величезний літературний комплекс. Література мадг'яміки оновлюється і сьогодні, насамперед, творами ієрархів тибетських шкіл. Серед них — Далай-Лама XIV.
Філософське тлумачення мадг'яміки шляху Махаяни було спробою уникнути крайнощів у ствердженні та запереченні, що демонструє відома формула «чатух-коті»:
А є В; А не є В; Немає ні А, ні В; Немає ані не-А, ані не-В.
Всі посилки цієї формули доводять, що інтелектуальні міркування не придатні для вислову істини. Досягнення істини (парамартха-сатья) можливе лише шляхом духовного вдосконалення, співчуття і мудрості, накопиченні моральних чеснот, а також знань, що триває протягом багатьох життів. Цей процес «визрівання до пробудження» відбувається за певних обставин. Зовнішня сторона цього процесу є ілюзорною (майя), порожньою (шунья) та повністю позбавлена незалежної сутності (ніх-свабхава). Але саме в цьому світі, де все суть відносне та взаємно обумовлене, відбувається зустріч двох (пізніше — чотирьох) тіл Будди — ілюзорного та абсолютного.
Щодо природи дгарм мадг'яміка займала помірковану позицію: дгарми не є вічними, вони позбавлені постійних якостей, але водночас не зникають безслідно і назавжди. Положення про відсутність індивідуальної душі мадг'яміка розповсюджує і на дгарми.
Основні положення мадг'яміки: вчення про порожнечу, вчення про двоїсту істину, вчення про тіла Будди, вчення про серединний шлях звільнення.
Нерідко вказують, що мадг'яміка суттєво вплинула на формування індуїстської школи адвайта-веданти.